# Шапошников, Алексей Николаевич
Алексе́й Никола́евич Ша́пошников (16 марта 1899, Никольское, Владимирская губерния — 4 июля 1962, Москва) — советский футболист, нападающий.

## Карьера

### Ранние годы
Спортом увлекался с детства. Помимо футбола, занимался лёгкой атлетикой (спринтерский бег, прыжки в высоту, метание копья). Воспитанник орехово-зуевской детской школы КСО (Клуб спорта «Орехово»).

### Клубная
Играл за московские и подмосковные команды:
- «Красное Орехово» («Знамя Труда»), гор. Орехово-Зуево, (1917—1918, 1924—1926);
- ЗКС, «Трёхгорка» («Пресня»), гор. Москва, (1927);
- «Пищевики» («Спартак»), гор. Москва, (1928),
- клуб РДПК, «Пролетарская кузница» / АМО (ныне «Торпедо») гор. Москва, (1929—1933)

Тренерская и административная работа:
- В 1935—1939 годах тренировал команды Сталинграда, Астрахани, Уфы и Сталинбада
- В 1949—1952 годах — инспектор и начальник отдела футбола Комитета РСФСР по делам физкультуры и спорта
- В 1953—1956 годах — работа во всесоюзной и российской ДСО «Спартак»
- В 1957 году тренировал команду Липецка.
- В 1958 году тренировал команду Белгорода[1]

### В сборной
За сборную СССР сыграл два матча. Оба против сборной Турции.

## Достижения
- Чемпион РСФСР: 1920, 1927
- Чемпион СССР: 1920, 1923

## Личная жизнь
Родился в Орехово-Зуево. Учился в мужской гимназии Белавина, затем работал на механическом заводе учеником чертёжника. Младший брат Александра Николаевича Шапошникова (1894—1972) — советского художника, педагога, почётного гражданина города Орехово-Зуево, соавтора памятников «Борцам революции» и В. А. Барышникову, картины «Морозовская стачка 1885 года». Жена — Политова Павла Ионовна. Единственный сын Валерий погиб на Великой Отечественной войне.